# Sing Street
Sing Street är en musikal-dramakomedifilm från 2016, regisserad av John Carney. Huvudrollerna spelas av Ferdia Walsh-Peelo, Lucy Boynton, Maria Doyle Kennedy, Aiden Gillen, Jack Reynor och Kelly Thornton. Filmen utspelar sig i 1980-talets Irland, där en kille startar ett band med sina kompisar för att imponera på en tjej.
Filmen hade världspremiär på Sundance Film Festival den 24 januari 2016. Den släpptes i Irland den 17 mars 2016, den 15 april i USA och den 20 maj i Storbritannien. Filmen mottog positiva recensioner från kritiker, spelade in över 13 miljoner dollar världen över och blev nominerad för Best Motion Picture – Musical or Comedy på 74th Golden Globe Awards.

## Handling
Filmen utspelar sig i södra Dublin 1985, där Robert Lawlor kämpar med sitt jobb och äktenskap, då han dricker och röker i överflöd. Under ett familjemöte meddelar han att familjen behöver spara pengar, och därför kommer han att flytta sin yngsta son Conor från privatskola till en kristen skola, Synge Street, som Robert hävdar har ett lika högt anseende.
Första dagen som Conor kommer till skolan har han på sig sin nya uniform, men har inte blivit tillsagd att ha svarta skor. Skolans rektor, Broder Baxter, ställer honom till svars för detta, och i och med att Conor inte har råd att skaffa svarta skor, tvingar rektorn honom att gå utan skor resten av dagen. Conor löser sedan problemet med att måla sina skor med färg från konstsalen. Ett möte med skolans mobbare Barry introducerar Conor för Darren, en vän och blivande företagare. När Conor träffar den vackra blivande modellen, Raphina, berättar han att han behöver en modell för en musikvideo med sitt band. Conors uppgift blir sedan att starta ett band, och Darren introducerar honom för Eamon, som är  en multiinstrumentalist.
Bandet övar i Eamons vardagsrum, där de börjar att spela 1980-tals-covers. Conors bror uppmanar honom sedan att utveckla bandets egen stil. Därefter början Conor skriva egna låtar med Eamon. Bandet filmar sin första musikvideo till sin låt "The Riddle of The Model".

## Rollista
| Ferdia Walsh-Peelo  | – Conor "Cosmo" Lawlor |
| Lucy Boynton        | – Raphina              |
| Jack Reynor         | – Brendan Lawlor       |
| Aidan Gillen        | – Robert Lawlor        |
| Maria Doyle Kennedy | – Penny Lawlor         |
| Kelly Thornton      | – Ann Lawlor           |
| Ben Carolan         | – Darren               |
| Mark McKenna        | – Eamon                |
| Percy Chamburuka    | – Ngig                 |
| Conor Hamilton      | – Larry                |
| Karl Rice           | – Garry                |
| Ian Kenny           | – Barry                |
| Don Wycherley       | – Brother Baxter       |
| Lydia McGuinness    | – Miss Dunne           |

## Musik
En stor del av originalmusiken till bandet "Sing Street" var skriven av Gary Clark som är frontman i Danny Wilson, tillsammans med Carney, Ken och Carl Papenfus från bandet Relish. Graham Henderson och Zamo Riffman har också hjälpt till att skriva musik till filmen. Adam Levine skrev låten "Go Now" tillsammans med with Carney och Glen Hansard, och sjunger även på låten.
Filmen använder sig även av musik från 1980-talet, som till exempel The Cure, A-ha, Duran Duran, The Clash, Hall & Oates, Spandau Ballet, och The Jam.

### Soundtrack
Filmens soundtrack släpptes på Decca Records den 18 mars 2016. Följande låtar är med på soundtracket:
| Nr  | Titel                            | Framförd av   | Längd |
| --- | -------------------------------- | ------------- | ----- |
| 1.  | Rock N Roll Is a Risk (Dialogue) | Jack Reynor   |       |
| 2.  | Stay Clean                       | Motörhead     |       |
| 3.  | The Riddle of the Model          | Sing Street   |       |
| 4.  | Rio                              | Duran Duran   |       |
| 5.  | Up                               | Sing Street   |       |
| 6.  | To Find You                      | Sing Street   |       |
| 7.  | Town Called Malice               | The Jam       |       |
| 8.  | In Between Days                  | The Cure      |       |
| 9.  | A Beautiful Sea                  | Sing Street   |       |
| 10. | Maneater                         | Hall & Oates  |       |
| 11. | Steppin' Out                     | Joe Jackson   |       |
| 12. | Drive It Like You Stole It       | Sing Street   |       |
| 13. | Up (Bedroom Mix)                 | Sing Street   |       |
| 14. | Pop Muzik                        | M             |       |
| 15. | Girls                            | Sing Street   |       |
| 16. | Brown Shoes                      | Sing Street   |       |
| 17. | Go Now                           | Adam Levine   |       |
| 18. | Up                               | The Score     |       |
| 19. | Drive It Like You Stole It       | Hudson Thames |       |